# Бодеж
За истоимени филм по роману Вука Драшковића, погледајте Нож (филм).
Нож или бодеж је хладно оружје са једном или две оштрице које служи као споредно оружје у блиској борби. Бодеж је борбени нож са веома оштрим врхом и обично две оштре ивице, типично дизајниран или подесан да се користи као оружје за убадање или пробадање. Бодежи су коришћени током људске историје за блиске борбене сукобе, и многе културе су користиле украшене бодеже у ритуалним и церемонијалним контекстима. Карактеристичан облик и историјска употреба бодежа учинили су га иконичним и симболичним. Бодеж у модерном смислу је оружје дизајнирано за борбу у непосредној близини или самоодбрану; због своје употребе у историјским скуповима оружја, има везе са убиствима и убиствима. Ножеви са две оштрице, међутим, играју различите врсте улога у различитим друштвеним контекстима.
Велики број ножева за забијање описани су као бодежи, укључујући ножеве који имају само једну резну ивицу, као што је европски бодеж рондел или авганистански пеш-кабз, или, у неким случајевима, уопште немају оштрицу, као што је ренесансни стилето. Међутим, у последњих стотину година, у већини контекста, бодеж има одређене карактеристике које се могу дефинисати, укључујући кратку оштрицу са оштро суженим врхом, централни кичму или пунилац, а обично две резне ивице наоштрене пуном дужину сечива, или скоро тако. Већина бодежа такође има потпуну попречну заштиту како би се спречило да се рука залети напред на наоштрене ивице сечива.
Бодежи су првенствено оружје, тако да закон о ножевима на многим местима ограничава њихову производњу, продају, поседовање, транспорт или употребу.

## Историја
Као и ратна секира нож је настао од праисториског алата. У почетку су прављени од камена (кремена), слоноваче или костију. Као оружје се користи још од настанка најранијих цивилизација. Ножеви се појављују у бронзаном добу око 3000 година п. н. е. као претеча мача.
Иако није могао да се супротстави буздовану, копљу или ратној секири, нож се много пута показао као корисније оружје од мача, посебно када је реч о блиској борби.
Ту се у ствари ради о најстаријем оружју које се развијало још о палеолиту. Познати су ножеви пре приближно 20.000. године п. н. е. У првим формама није ишло о ништа друго осим о елипсоидном или клинастој врсти канџе које је тако одваљено да ствара врх и оштрицу. Задња страна која је била одређена да се формира дршка била је тупа. Поступно је дршка специјално формирана да одговара длану. Ножеви су били израђивани из разних материјала од којих се могла направити оштрица, као дрва, кости, рог а познати су и од полудрагих камења као ахат, нефрит који се се употребљавали приликом обреда.
Откривање метала настале су могућности веће употребе различитог облика ножа и употребљавали су се материјали који су били подобни за орнаментална украшавања. Први употребљани материјал био је бакар која је била прилично мекана да би се добило оружје али је ковање довело до сазнања да се може отковати оштра оштрива и врх. Да би овакво оружје било довољно снажно и чврсто оно се ковало у скоро троугластим облицима.
Приближно око 2.000.-те године п. н. е. бронза је постепено уступила место гвожђу које је било једноставно за израду али је било још увек јако мекано. Бољи резултати су се добијали када се пронашло како очврснути оштрицу очеличавањем и понављаним ковањем. Челик је био у употреби све до 12. века када је техником исковавања у неколико појасева и када је откривен начин да оштрица може да се оштри и остане у оваквом стању.

## Употреба
Скоро на самом почетку историје старог Египта, постојали су украсни ножеви који су служили разним церемонијама. У почетку су имали златне балчаке, а касније јављају још украшенији ножеви различитих облика. Њих су носили Египатски официри као знак своје моћи, док је египатска војска била опремљена обичним ножевима.
Ножеви су увек сматрани секундарним или чак терциалним оружјем, а користили су их Византијци, Римљани, антички Грци, Спартанци, Персијанци... Римљани су направили такозвани пугио (лат. pugio) који су користили њихови легионари. Нож је био веома популаран за извршење атентата, јер је био мали и тешко се дао приметити.
Појавом барута нож је почео да губи употребу у војсци и замењен је кубурама и мускетама.
Међутим за време Наполеонских ратова, Америчког грађанског рата и Првог светског рата нож се враћа у употребу у новом, посебном облику названом бајонет (фр. baïonnette). Монтирањем бајонета на врх пушке она је могла да се употреби и за убадање, попут копља.
У 20. веку нож је постао популаран као украсни део војничке униформе, посебно у земљама Тројног пакта.

## Културни симболизам
Бодеж је симболички двосмислен. За неке културе и војне организације бодеж симболизује храброст и одважност у борби.
Међутим, бодежи могу бити повезани са преваром или издајом због лакоће прикривања и изненађења које би корисник могао да нанесе жртви која ништа не сумња. Заиста, многа убиства су извршена употребом бодежа, укључујући и Јулија Цезара. Напад плаштом и бодежом је напад у којем лажни, издајнички или прикривени непријатељ напада особу. Неки су приметили фаличну везу између бодежа и сукцесије краљевских династија у британској књижевности.
У европским уметничким делима, бодежи су се понекад повезивали са Хекатом, древном грчком богињом вештица.
Друштвена стигма бодежа потиче од његове периодичне употребе у вршењу неугледних и убилачких напада, од убиства Јулија Цезара 44. п. н. е. до употребе стилето бодежа од стране Црне руке из Америке раног 20. века. Сходно томе, развила се јавна асоцијација са изненадним нападима криминалаца и убица са намером да избоду безазлене жртве. До данас, кривични закони многих нација и неких америчких држава посебно забрањују ношење бодежа као забрањеног оружја.

## Уметнички ножеви
Бодежи су популаран облик онога што је познато као „уметнички нож“, делом због симетрије сечива. Један од ножева који се захтева од мајстора Америчког друштва затлија које праве ножеве је конструкција „уметничког ножа“ или бодежа у „европском стилу“.